# آواز تویست تاور
آواز تویست تاور (انگلیسی: Avaz Twist Tower) ساختمان ۴۰ طبقه در بوسنی و هرزگوین است، که در سال ۲۰۰۶ احداث شد.